# Тріумфальна арка (фільм, 1984)
«Тріумфальна арка» (англ. Arch of Triumph) — британський телевізійний фільм-драма 1984 року. Екранізація однойменного роману Еріха Ремарка.

## Сюжет
1940 рік, Друга світова війна. Франція з останніх сил чинить опір німецьким військам, а Париж, тим часом, став притулком для багатьох біженців, які прибули в це місто, з інших міст Європи. Серед них відомий лікар — антифашист Ревік, що відмовився співпрацювати з гестапо, де він піддавався тортурам і допитам за сприяння євреям. Тут він зустрічає жінку своєї мрії Джоан.

## У ролях
| Актор             | Роль           |
| ----------------- | -------------- |
| Ентоні Хопкінс    | Ревік          |
| Леслі-Енн Даун    | Джоан          |
| Дональд Плезенс   | Хааке          |
| Френк Фінлей      | Борис          |
| Річард Паско      | Вебер          |
| Джойс Блер        | Роланде        |
| Александер Девіон | Алекс          |
| Мартін Бенсон     | Голдберг       |
| Стефані Восс      | місіс Голдберг |
| Пітер Біррел      | Візенталь      |